# Bomarea secundifolia
Bomarea secundifolia är en alströmeriaväxtart som först beskrevs av Hipólito Ruiz López och Pav., och fick sitt nu gällande namn av John Gilbert Baker. Bomarea secundifolia ingår i släktet Bomarea och familjen alströmeriaväxter. Inga underarter finns listade i Catalogue of Life.